# Провулок Академіка Корольова (Мелітополь)
Провулок Академіка Корольова — провулок в Мелітополі в історичному районі Новий Мелітополь. Сполучає вулицю Академіка Корольова з Молодіжною вулицею.

## Назва
Провулок названий на честь Сергія Павловича Корольова (1906—1966) — українського радянського ракетобудівника, конструктора перших радянських космічних апаратів.
Також в Мелітополі є вулиця Академіка Корольова і 2-й провулок Академіка Корольова.

## Історія
Рішення про найменування провулка було прийнято 18 липня 1952. Провулок носив назву провулок Куйбишева або 1-й провулок Куйбишева.
В 2016 року в ході декомунізації перейменований на провулок Академіка Корольова.